# EroZero
EroZero è il sesto album in studio del cantautore italiano Renato Zero, pubblicato nel 1979.

## Descrizione
Per la prima volta un disco dell'artista romano raggiunge la prima posizione nella hit parade degli album più venduti. Merito, soprattutto, del successo del singolo Il carrozzone, canzone apprezzata anche da un pubblico più ampio e popolare, coadiuvata dal brano Baratto sul lato B, grande successo nei juke-box e nelle discoteche. I testi sono tutti di Franca Evangelisti e di Renato Zero, composti insieme o separatamente. Gli arrangiamenti, la direzione d'orchestra e la produzione dell'album sono curati da Piero Pintucci, mentre il tecnico del suono è Maurizio Montanesi. Nei cori de La rete d'oro, sono da segnalare le armonie del gruppo vocale femminile delle Baba Yaga. Congiuntamente a quelli del precedente Zerolandia del 1978, i brani dell'album costituiranno la colonna sonora del film/commedia musicale Ciao nì, uscito nello stesso anno.
Il 29 marzo 2019, l'album è stato inserito nella collana Mille e uno Zero, edita con TV Sorrisi e Canzoni, in versione rimasterizzata.

## Tracce
1. Il carrozzone (testo di Franca Evangelisti; musica di Piero Pintucci) - 4:36
2. Fermo posta (testo di Renato Zero; musica di Piero Pintucci e Renato Zero) - 3:32
3. La tua idea (testo e musica di Renato Zero) - 3:22
4. Baratto (testo di Franca Evangelisti e Renato Zero; musica di Caviri e Renato Zero) - 4:18
5. La rete d'oro (testo di Renato Zero; musica di Piero Pintucci e Renato Zero) - 4:26
6. Periferia (testo di Franca Evangelisti e Renato Zero; musica di Piero Pintucci e Renato Zero) - 4:23
7. Grattacieli di sale (testo di Renato Zero; musica di Piero Pintucci e Renato Zero) - 3:24
8. Rh negativo (testo di Renato Zero; musica di Piero Pintucci e Renato Zero) - 3:08
9. Nascondimi (testo e musica di Renato Zero) - 4:07
10. Arrendermi mai (testo di Franca Evangelisti e Renato Zero; musica di Piero Pintucci e Renato Zero) - 4:28

## Formazione
- Renato Zero – voce, cori
- Piero Pintucci – pianoforte, Fender Rhodes, clavicembalo e armonica, cori e battito di mani
- Guido Podestà – fisarmonica
- Alessandro Centofanti – sintetizzatore e clavinet, cori
- Mario Scotti – basso
- Massimo Buzzi – batteria, battito di mani
- Luciano Ciccaglioni – chitarra classica, acustica, elettrica e  a 12 corde, mandolino
- Baba Yaga – cori

## Classifiche

### Classifiche settimanali
| Classifica (1979) | Posizione massima |
| ----------------- | ----------------- |
| Italia            | 1                 |

### Classifiche di fine anno
| Classifica (1979) | Posizione |
| ----------------- | --------- |
| Italia            | 11        |